# 전하 e편한세상
전하 e편한세상(영어: e-Pyeonhansesang Jeonha)은 울산광역시 동구 전하동에 위치한 아파트이다.

## 같이 보기
- 울산광역시의 마천루 목록